# Walter Eucken Institut

Logo

Das Walter Eucken Institut e. V. ist eine gemeinnützige  sozial- und wirtschaftswissenschaftliche Forschungseinrichtung im Umfeld der Albert-Ludwigs-Universität in Freiburg im Breisgau. Sie wurde 1954 unter Mithilfe Ludwig Erhards gegründet und befasst sich insbesondere mit ordnungspolitischen und -ökonomischen Fragestellungen im Sinne des Ordoliberalismus der Freiburger Schule. Das Institut ist benannt nach Walter Eucken, einem der Begründer des Ordoliberalismus. Zur Gründung trug auch Edith Eucken-Erdsiek, Euckens Witwe, bei.
Das Institut versteht sich selbst als „Kompetenzzentrum in ordnungspolitischer und ordnungsökonomischer Grundlagenforschung“. Es publiziert Diskussionsbeiträge sowie Schriftenreihen zu ordnungspolitischen Forschungsgebieten und befasst sich mit der Edition von Werken bekannter Vertreter der Freiburger Schule, beispielsweise einer Gesamtausgabe der Werke Friedrich August von Hayeks. Das Institut veranstaltet Symposien und Vortragsreihen, beispielsweise den Freiburger Aufruf Politikreform.
Im durch die Frankfurter Allgemeine Zeitung durchgeführten Ranking der deutschsprachigen Wirtschaftsforschungsinstitute, das wissenschaftlichen Output und Einfluss in der Politikberatung berücksichtigt, gelangte das Institut im Jahr 2013 auf den zehnten Platz. Im Jahr 2015 erreichte das Institut den fünften Rang. Der Nachlass Walter Euckens wurde zunächst am Institut verwaltet, auch sein Arbeitszimmer blieb erhalten. Im Jahr 2000, während der Amtszeit von Lüder Gerken als geschäftsführender Forschungsreferent, wurde der Nachlass an die Familie abgegeben, die das Walter-Eucken-Archiv gründete. Einen großen Teil des Nachlasses von Karl Schiller bewahrt das Institut weiterhin selbst auf.
Das Institut ist Mitinitiator der Jenaer Allianz.
Zum 60. Gründungstag des Instituts im Januar 2014 hielt Bundespräsident Joachim Gauck die Festrede, in welcher er den Begriff des Neoliberalismus, im Sinne der ordoliberalen Freiburger Schule um Franz Böhm und Walter Eucken verteidigte.

## Institutsleitung
Von 1964 bis 1970 war Friedrich August von Hayek Vorstand des Instituts, anschließend war er bis 1992 Ehrenpräsident. Auf ihn folgte Erich Hoppmann als Institutsleiter. Von 2001 bis August 2010 hatte Viktor Vanberg die Direktion inne. Seit dem 1. September 2010 wird das Walter Eucken Institut von Lars Feld geleitet. Der Nobelpreisträger James M. Buchanan fungierte von 2004 bis zu seinem Tod im Januar 2013 als Ehrenpräsident.
Die vollständige Liste der Vorstandsmitglieder des Instituts mit ihren Amtszeiten:
| - Friedrich A. Lutz (1954–1975) - Fritz W. Meyer (1954–1976) - Friedrich August von Hayek (1963–1970) - Erich Hoppmann (1970–1987) - Rolf Gocht (1976–1983) | - Ernst-Joachim Mestmäcker (1976–1995) - Norbert Kloten (1983–1995) - Helmut Gröner (1987–2001) - Lüder Gerken (1991–2001) - Wernhard Möschel (seit 1995) | - Otmar Issing (1995–1999) - Alfred Schüller (1999–2010) - Viktor Vanberg (seit 2001) - Lars P. Feld (seit 2010) |